# فیلیپ اولافروی
فیلیپ اولافروی (انگلیسی: Philippe Eullaffroy؛ زادهٔ ۹ ژانویهٔ ۱۹۶۴) بازیکن فوتبال اهل فرانسه است.
از باشگاه‌هایی که در آن بازی کرده‌است می‌توان به باشگاه فوتبال تروا اشاره کرد.